# Agatha Christie: Das Spinnennetz
Agatha Christie: Das Spinnennetz (englischer Originaltitel: Spider’s Web) ist eine britische Fernseh-Adaption des gleichnamigen Kriminal-Theaterstücks von Agatha Christie (1954).

## Handlung
Henry Hailsham-Brown, ein hoher Beamter im britischen Außenministerium, lebt mit seiner zweiten Ehefrau Clarissa und mit Pippa, seiner etwa zwölfjährigen Tochter aus erster Ehe, in einer Villa auf dem Land, die sie vor Kurzem gemietet haben. Von seiner drogensüchtigen ersten Frau Miranda ließ er sich scheiden, diese heiratete dann ihren Drogenhändler Oliver Costello. Die Villa gehörte früher einem Mr. Sellon, Besitzer der Antiquitätenhandlung Sellon & Brown, und ist noch mit seinen Möbeln ausgestattet – unter anderem mit einem Schreibtisch mit Geheimfach, in dem sich mehrere Autogramme bekannter Persönlichkeiten befinden. In einem kleinen Haus im Garten lebt die Gärtnerin Mildred Peake, die die Hailsham-Browns vom Vorbesitzer übernommen haben, weil sie quasi „zum Inventar“ gehört.
Die Hailsham-Browns haben drei Gäste: Sir Rowland Delahaye, Hugo Birch und Jeremy Warrender. Letzterer macht sich in einem unbeobachteten Moment an dem Schreibtisch zu schaffen. Später unterhält er sich mit Pippa über die alte Villa, und sie zeigt ihm eine als Regal getarnte Geheimtür, die vom Salon in eine kleine Kammer führt, von dort führt eine weitere Geheimtür in die Bibliothek.
Da der Butler Elgin und seine Frau, die Köchin, ihren freien Abend haben, wollen die drei Herren im Klubhaus eines nahegelegenen Golfplatzes zu Abend essen. Kaum sind sie weg, kommt Oliver Costello zu Besuch: Er verlangt von Clarissa, dass Pippa zu ihm und Miranda zurückkehrt. Clarissa vermutet, dass er Geld von ihr erpressen will, und wirft ihn hinaus. Pippa ist beim Anblick von Costello außer sich, sie will auf keinen Fall zurück zu ihrer leiblichen Mutter.
Henry kommt nach Hause, muss aber gleich wieder gehen, um einen wichtigen ausländischen Diplomaten vom Flughafen abzuholen: Der Außenminister will sich im Vorfeld einer Konferenz mit ihm im Haus der Hailsham-Browns treffen. Clarissa soll für den Empfang des Gastes alles vorbereiten. Als Clarissa ihren Mann zur Tür bringt und der Salon kurz leer ist, schleicht sich Costello wieder durch die Verandatür hinein und durchsucht den Schreibtisch. Hinter ihm öffnet sich die Geheimtür und er wird von unbekannter Hand erschlagen. Clarissa kehrt zurück und findet die Leiche, gefolgt von Pippa, die völlig aufgelöst behauptet, sie sei schuld, habe ihn aber nicht töten wollen. Clarissa bringt sie ins Bett.
Clarissa ruft die drei Herren aus dem Klub zurück und bittet sie, die Leiche verschwinden zu lassen, damit das diplomatische Treffen später ungestört stattfinden kann. Sie hat auf dem Spieltisch ein Bridge-Spiel verteilt und eine Punktetabelle ausgefüllt, um den Anschein zu erwecken, die Herren hätten den ganzen Abend im Haus verbracht. Sie stimmen zögernd zu und bringen die Leiche in die Kammer zwischen den Geheimtüren – gerade rechtzeitig, denn plötzlich steht Inspector Lord von der Polizei vor der Tür, der durch einen anonymen Anruf von einem Mord in der Villa erfahren hat. Die Polizei durchsucht zunächst erfolglos das Haus. Die hinzugerufene Gärtnerin Miss Peake, die von der versteckten Leiche nichts weiß, erzählt jedoch von der Geheimtür, und so entdeckt der Inspector doch noch die Leiche.
Vom Inspektor erfahren die anderen Anwesenden, dass auch Mr. Sellon, der Antiquitätenhändler und Vorbesitzer des Hauses, umgebracht wurde. Sellon war angeblich auch in Drogengeschäfte verwickelt und besaß außerdem einen Gegenstand, der 14.000 Pfund wert sei. In seinem Laden wurde aber nichts so Wertvolles gefunden. Was immer es sei, es könnte sich also im Haus befinden. Der Inspektor befragt nun Clarissa und die drei Herren einzeln, ebenso den Butler Elgin. Er sagt aus, dass er beim Gespräch zwischen Clarissa und Costello das Wort „Erpressung“ aufgeschnappt habe. Die Lage erscheint dem Inspektor immer verdächtiger, als er die Handschuhe entdeckt, die die Herren beim Wegschaffen der Leiche anhatten, sowie eine fehlende Spielkarte auf dem Bridge-Tisch.
Um Pippa zu schützen, die sie für die Täterin hält, legt Clarissa ein falsches Geständnis ab und behauptet, Costello im Dunkeln für einen Einbrecher gehalten zu haben. Um die Tat zu rekonstruieren, öffnet der Inspektor noch einmal die Geheimtür und stellt fest, dass die Leiche verschwunden ist. Während die Polizei das Grundstück absucht, erscheint Miss Peake wieder und erzählt, dass sie die Leiche durch die Bibliothek in ein Gästezimmer gebracht und dort unter den Kissen eines Betts versteckt hat. Sie hat so getan, als erhole sie sich in dem Zimmer von einem Schwächeanfall, den sie in Gegenwart der Polizei beim Anblick der Leiche vorgetäuscht hat. Inzwischen ist Pippa aufgewacht und es wird klar, dass sie Costello nicht getötet hat: Sie hat nur aus einer Kerze eine Figur von ihm geschnitzt und mit Hilfe eines alten Buchs mit Zauberformeln versucht, ihn zu verhexen.
Wegen eines mysteriösen Telefonanrufs, bei dem eine Mrs. Brown (nicht Hailsham-Brown) verlangt wurde und der Anrufer gleich wieder auflegte, als Clarissa ans Telefon ging, entdeckt Clarissa, dass Miss Peake in Wahrheit Mrs. Brown, die ehemalige Geschäftspartnerin von Mr. Sellon, ist. Sie hat das Haus so billig an ein Ehepaar fast gleichen Namens vermietet, um Leute, die hinter Mr. Sellons Schatz her sind, von sich abzulenken.
Sir Rowland Delahaye vermutet, dass die Autogramme aus dem Geheimfach ein Geheimnis verbergen, und tatsächlich entdeckt er darauf eine mit Geheimtinte geschriebene Liste von Drogenhändlern, darunter auch Costellos Name. Das war es also, wonach Costello im Schreibtisch suchte. Man verlässt den Salon, um die Polizei über diesen Fund zu informieren, nur Pippa bleibt schlafend auf dem Sofa zurück. Kurz darauf schleicht sich Jeremy Warrender zurück und will Pippa gerade ein Kissen aufs Gesicht drücken, als Clarissa ihn dabei ertappt. Sie erkennt, dass er der Mörder ist: Während Hugo Birch und Sir Rowland im Klub zu Abend aßen, spielte er angeblich draußen Golf, tatsächlich kehrte er aber zur Villa zurück und erschlug Costello mit seinem Golfschläger. Sein Motiv: Die Autogramme in dem Geheimfach steckten in einem Briefumschlag mit einer sehr seltenen Fehldruck-Briefmarke im Wert von 14.000 Pfund – dem mysteriösen Wertgegenstand aus Mr. Sellons Besitz. Jeremy will sich gerade auf Clarissa stürzen, als die Polizei zurückkehrt und ihn festnimmt.
Die Gäste haben sich schon zu Bett begeben, als Henry vom Flughafen zurückkehrt, allerdings ohne den erwarteten Diplomaten, der aber mit einer anderen Maschine ankommt und in ein paar Minuten eintreffen soll. Auf die Frage, warum Clarissa noch nichts vorbereitet hat, beginnt sie, ihm von den turbulenten Ereignissen des Abends zu erzählen – ihr Mann glaubt ihr aber kein Wort.

## Produktion
Der Film wurde von der BBC produziert und am 26. Dezember 1982 auf BBC Two zum ersten Mal ausgestrahlt. Am 11. Januar 1986 lief die deutsche Synchron-Fassung im Fernsehen der DDR. Auf DVD ist der Film in Deutschland seit dem 24. November 2017 erhältlich, erschienen in der Reihe Pidax Film-Klassiker bei Studio Hamburg Enterprises.

## Synchronisation
Die deutsche Synchronfassung stammt aus dem Studio für Synchronisation des Fernsehens der DDR.
| Rolle                | Darsteller        | Sprecher             |
| -------------------- | ----------------- | -------------------- |
| Elgin                | David Crosse      | Klaus Glowalla       |
| Henry Hailsham-Brown | Jonathan Newth    | Wolfgang Lohse       |
| Hugo Birch           | Thorley Walters   | Helmut Müller-Lankow |
| Inspektor Lord       | John Barcroft     | Karl Sturm           |
| Jeremy Warrender     | David Yelland     | Peter Reinhardt      |
| Mildred Peake        | Elizabeth Spriggs | Anne Wollner         |
| Oliver Costello      | Brian Protheroe   | Peter Hladik         |
| Sir Rowland Delahaye | Robert Flemyng    | Wilfried Ortmann     |